# یوژف هونیچ
یوژف هونیچ (مجاری: József Hunics; ۱۰ مارس ۱۹۳۶ – ۳۰ ژوئیهٔ ۲۰۱۲) قایقران کانو اهل مجارستان بود.